# Progresso kommun
Progresso är en kommun i Brasilien.   Den ligger i delstaten Rio Grande do Sul, i den södra delen av landet, 1 600 km söder om huvudstaden Brasília. Antalet invånare är 6 161. Arean är 255 kvadratkilometer.
Terrängen i Progresso är huvudsakligen kuperad.
I omgivningarna runt Progresso växer huvudsakligen savannskog. Runt Progresso är det ganska glesbefolkat, med 23 invånare per kvadratkilometer.